# Microsoft SmartScreen
SmartScreen (oficialmente chamado de Windows SmartScreen,  Windows Defender SmartScreen e o Filtro SmartScreen em lugares diferentes) é um componente anti-phishing e anti-malware baseado na nuvem ,incluído em vários produtos da Microsoft, incluindo Windows 8 e mais tarde, Internet Explorer, Microsoft Edge e Outlook.com. Ele é projetado para  proteger os usuários contra ataques que utilizam engenharia social e de drive-by downloads para infectar um sistema, verificando as URLs acessadas pelo usuário em relação a uma lista negra de sites que contenham ameaças conhecidas. Com a Atualização de Criadores do Windows 10, a Microsoft colocou as configurações do SmartScreen no Windows Defender Central de Segurança.

## O SmartScreen no Internet Explorer

### Internet Explorer 7: Filtro De Phishing
SmartScreen foi introduzido pela primeira vez no Internet Explorer 7 , conhecido como Filtro de Phishing. O Filtro de Phishing não verifica todos os sites visitados pelo usuário, apenas aqueles que são suspeitos.

### Internet Explorer 8: O Filtro SmartScreen
Com o lançamento do Internet Explorer 8, o Filtro de Phishing foi renomeado para SmartScreen e estendido para incluir a proteção contra malware de engenharia social. Cada site e download é verificada em relação a uma lista dos sites  mais populares que são legítimos; se o site não estiver listado, o endereço completo é enviado para a Microsoft para mais exames. Se ele foi rotulado como um impostor ou prejudicial, o Internet Explorer 8 irá mostrar uma tela avisando que o site é prejudicial e não deve ser visitado. A partir daí o usuário pode visitar a sua página inicial, visitar o site anterior, ou continuar para a página insegura. Se um usuário tenta baixar um arquivo de um local relatado como prejudicial o download é cancelado. A eficácia da filtragem SmartScreen foi considerada ser superior em questão de proteção contra malware  engenharia social do que outros navegadores.
De acordo com a Microsoft, a tecnologia SmartScreen usado pelo Internet Explorer 8 foi bem-sucedida contra sites de phishing ou sites mal-intencionados e no bloqueio de malware de engenharia social.
Começando com o Internet Explorer 8 ,SmartScreen pode ser ativado usando a Diretiva de Grupo.

### Internet Explorer 9: Aplicação De Reputação
Com base no Filtro SmartScreen introduzido no Internet Explorer 8,a proteção contra downloads de malware é estendido para o Internet Explorer 9 com o SmartScreen Reputação de Aplicativo que detecta executáveis não confiáveis. Este alerta o usuário, se eles estiver fazendo o download de um programa executável sem uma reputação confiável, a partir de um site que não tenha um reputação segura.

### Internet Explorer Mobile 10
Internet Explorer Mobile 10 foi a primeira versão do Internet Explorer Mobile para suportar o Filtro SmartScreen.

## Windows
A filtragem SmartScreen no ambiente de trabalho , executando verificações de reputação por padrão em qualquer arquivo ou aplicativo baixado da Internet, foi introduzido no Windows 8. De maneira semelhante a como o SmartScreen funcionava no Internet Explorer 9, se o programa não ter uma boa reputação, o usuário é alertado de que a execução do programa pode danificar seu computador.
Quando SmartScreen é deixado em suas configurações padrão, o administrador precisa iniciar e executar o programa.
A Microsoft enfrentou as preocupações em relação a privacidade, a legalidade e a eficácia do novo sistema; sugerindo que a análise automática dos arquivos (que envolve o envio de um hash criptográfico do arquivo e o endereço IP do usuário para um servidor) poderia ser usado para construir um banco de dados de downloads online do usuário, e que o uso do protocolo SSL 2.0 desatualizado para a comunicação pode permitir que um invasor intercepte os dados. Em resposta, a Microsoft mais tarde, emitiu uma declaração observando que os endereços IP estavam apenas sendo coletadas como parte da operação normal do serviço e seria excluído periodicamente, e que o SmartScreen no Windows 8 só iria usar SSL 3.0, por razões de segurança, e que as informações recolhidas através do SmartScreen não seria usado para fins de publicidade ou vendidos a terceiros.

## Outlook.com
Outlook.com usa SmartScreen para proteger os usuários contra mensagens de email não solicitadas ("spam"), de e-mails fraudulentos (phishing) e propagação de malwares via e-mail. O sistema, principalmente, controla a utilização do e-mail,Predefinição:Vague os hiperlinks e anexos.

### Correio publicitário não solicitado (spam)
Para filtrar o spam, o Filtro SmartScreen usa a aprendizado de máquina a partir da Microsoft Research , que aprende a partir de ameaças de spam conhecidas e feedback dos usuários quando os e-mails são marcados como "Spam" pelo usuário.
Ao longo do tempo, essas preferências ajudam o Filtro SmartScreen a distinguir entre as características do e-mails  indesejados e e-mails legítimos e podem também determinar a reputação dos remetentes por um número de e-mails verificados. Usando estes algoritmos e a reputação do remetente é uma classificação de SCL (Pontuação de Nível de Confiança de Spam) atribuído para cada endereço de e-mail (quanto menor a pontuação, mais desejável). Uma pontuação igual a -1, 0 ou 1 é considerado como não spam e a mensagem é entregue na caixa de entrada do destinatário. Uma pontuação de 5, 6, 7, 8, ou 9 é considerado spam e é entregue na Pasta de Lixo Eletrônico do destinatário. A pontuação de 5 ou 6 são consideradas suspeitas de spam, enquanto uma pontuação de 9 é considerado certamente spam. A pontuação de SCL de um e-mail pode ser encontrado no cabeçalhos do e-mail recebido.

### Phishing
O Filtro SmartScreen também analisa mensagens de e-mail a parir de links fraudulentos e suspeitos.  Se tais características suspeitas forem encontradas em um email, a mensagem será  enviado diretamente para a pasta Spam com uma barra de informações vermelha na parte superior da mensagem que avisa sobre as propriedades suspeitas.  O SmartScreen também protege contra nomes de domínio falsificados (spoofing) em emails para verificar se um email é enviado pelo domínio que afirma ser enviado.  Para isso, utiliza a tecnologia Sender ID e DomainKeys Identified Mail (DKIM). O Filtro SmartScreen também garante que um e-mail de remetentes autenticados possa ser diferenciado mais facilmente, colocando um ícone de escudo verde para a linha de assunto desses e-mails. 

## Em outros produtos
O SmartScreen também está incluído no Microsoft Outlook e no Microsoft Exchange Server .

## Eficácia
No final de 2010, os resultados dos testes de malware de navegador realizados pelo NSS Labs foram publicados.  O estudo analisou a capacidade do navegador de impedir que usuários seguissem links de natureza maliciosa e transferissem softwares maliciosos.  Ele não testou a capacidade do navegador de bloquear páginas da Web ou códigos maliciosos.
De acordo com o NSS Labs, o Internet Explorer 9 bloqueou 99% dos downloads de malware em comparação com 90% do Internet Explorer 8, que não possui o recurso Reputação de Aplicativos SmartScreen, em oposição aos 13% alcançados pelo Firefox , Chrome e Safari ; que usam um filtro de malware do Google Safe Browsing .  O Opera 11 foi encontrado para bloquear apenas 5% do malware.  O Filtro SmartScreen também era conhecido por adicionar sites legítimos a suas listas de bloqueio quase instantaneamente, ao contrário das várias horas que as listas de bloqueio precisavam para serem atualizadas em outros navegadores.
No início de 2010, testes semelhantes deram ao Internet Explorer 8 o total de 85% de aprovação, sendo a melhoria de 5% atribuída a "investimentos contínuos em inteligência de dados aprimorada".  Em comparação, a mesma pesquisa mostrou que o Chrome 6, o Firefox 3.6 e o Safari 5 tiveram 6%, 19% e 11%, respectivamente.  O Opera 10 obteve 0%, deixando de "detectar qualquer uma das amostras de malware socialmente projetadas".
Fabricantes de outros navegadores criticaram o teste, concentrando-se na falta de transparência das URLs testadas e na falta de consideração da segurança em camadas adicional ao navegador, com o Google comentando que "O relatório em si afirma claramente que não avalia a segurança do navegador relacionada a vulnerabilidades em plug-ins ou nos próprios navegadores ", e Opera comentando que os resultados pareciam "esquisitos de não terem recebido nenhum resultado de nossos provedores de dados" e que "a proteção social contra malware não é um indicador da segurança geral do navegador ".
Em julho de 2010, a Microsoft alegou que o SmartScreen no Internet Explorer havia bloqueado mais de um bilhão de tentativas de acessar sites que continham riscos de segurança.  Segundo a Microsoft, o Filtro SmartScreen incluído no Outlook.com bloqueia diariamente 4,5 bilhões de e-mails indesejados.  A Microsoft também afirma que apenas 3% dos e-mails recebidos são lixo eletrônico, mas um teste da Cascade Insights diz que pouco menos da metade de todas as mensagens indesejadas ainda chegam na caixa de entrada dos usuários.  Em um post de setembro de 2011, a Microsoft afirmou que 1,5 bilhão de tentativas de ataques de malware e mais de 150 milhões de tentativas de ataques de phishing foram interrompidos.

## Crítica
Em outubro de 2017, as críticas sobre métodos de envio de URLs foram abordadas com a criação da página para Denunciar páginas inseguras.  A Microsoft agora suporta submissões de URL a partir de um formulário em oposição à experiência anterior, onde um usuário teria que visitar o site e usar métodos no produto para assim reportar.
O Filtro SmartScreen pode ser ignorado.  Alguns ataques de phishing usam um e-mail de phishing vinculado a um URL de front-end que não está no banco de dados da Microsoft; clicando neste URL no e-mail redireciona o usuário para o site malicioso.  A opção "relatar este site" no Internet Explorer informa somente a página aberta no momento; a URL de front-end no ataque de phishing não pode ser reportado à Microsoft e permanece acessível.
O Filtro SmartScreen cria um problema para pequenos fornecedores de software quando eles distribuem uma versão atualizada de arquivos binários ou de instalação pela Internet.  Sempre que uma versão atualizada é lançada, o SmartScreen responde afirmando que o arquivo não é comumente baixado e, portanto, pode instalar arquivos prejudiciais em seu sistema.  Isso pode ser corrigido pelo autor ao assinar digitalmente o software distribuído.  A reputação é baseada não apenas no hash de um arquivo, mas também no certificado de assinatura.  Um método de distribuição comum para os autores ignorarem os avisos do SmartScreen é compactar o programa de instalação (por exemplo Setup.exe) em um arquivo ZIP e distribuí-lo dessa maneira, embora isso possa confundir usuários não especialistas.
Outra crítica é que o SmartScreen torna inacessível o desenvolvimento de softwares não comerciais/de pequeno porte.  Os desenvolvedores precisam adquirir certificados de assinatura de código padrão ou certificados de validação estendidos mais caros.  OCertificados de validação estendidos permitem que o desenvolvedor estabeleça imediatamente a reputação com o SmartScreen, mas muitas vezes são inacessíveis para pessoas que desenvolvem software gratuitamente ou não para obter lucro imediato.  As certificações de assinatura de código padrão representam um "catch-22" para os desenvolvedores, já que os avisos do SmartScreen fazem as pessoas relutarem em fazer download de software, como consequência de obter downloads requer primeiro passar pelo Smartscreen, passar pelo SmartScreen requer obter reputação e obter reputação depende de downloads.